# Manoubi Haddad
Manoubi Haddad (23 agosto 1996) è un calciatore francese, centrocampista dell'Avenir Soliman.

## Carriera
Cresciuto nel settore giovanile del Le Havre, nel 2014 gioca una partita con la seconda squadra, militante nella quinta divisione francese. Nel dicembre dello stesso anno, viene acquistato dall'Amiens, dove trascorre una stagione nelle giovanili. Dopo essere rimasto svincolato per un anno, nel 2016 si trasferisce all'Olympique Béja, club della massima serie tunisina. Nel gennaio del 2017 si accasa al Club Africain, altro club della massima serie tunisina. Svincolatosi nel gennaio del 2020, in estate firma un contratto con il Quevilly-Rouen, con il quale al termine della stagione la sua squadra viene promossa nella seconda divisione francese.

## Statistiche

### Presenze e reti nei club
Statistiche aggiornate al 19 ottobre 2021.
| Stagione             | Squadra              | Campionato           | Campionato | Campionato | Coppe nazionali | Coppe nazionali | Coppe nazionali | Coppe continentali | Coppe continentali | Coppe continentali | Altre coppe | Altre coppe | Altre coppe | Totale | Totale |
| Stagione             | Squadra              | Comp                 | Pres       | Reti       | Comp            | Pres            | Reti            | Comp               | Pres               | Reti               | Comp        | Pres        | Reti        | Pres   | Reti   |
| -------------------- | -------------------- | -------------------- | ---------- | ---------- | --------------- | --------------- | --------------- | ------------------ | ------------------ | ------------------ | ----------- | ----------- | ----------- | ------ | ------ |
| mag. 2014            | Le Havre 2           | CFA2                 | 1          | 0          |                 | -               | -               |                    | -                  | -                  |             | -           | -           | 1      | 0      |
| 2016-gen. 2017       | Olympique Béja       | CLP-1                | 10         | 3          | CT              | 1               | 0               |                    | -                  | -                  |             | -           | -           | 11     | 3      |
| gen.-mag. 2017       | Club Africain        | CLP-1                | 11         | 0          | CT              | 3               | 0               |                    | -                  | -                  |             | -           | -           | 14     | 0      |
| 2017-2018            | Club Africain        | CLP-1                | 9          | 0          |                 | -               | -               |                    | -                  | -                  |             | -           | -           | 9      | 0      |
| 2018-2019            | Club Africain        | CLP-1                | 20         | 2          | CT              | 2               | 0               | CCL                | 5                  | 0                  |             | -           | -           | 27     | 2      |
| 2019-gen. 2020       | Club Africain        | CLP-1                | 11         | 1          |                 | -               | -               |                    | -                  | -                  |             | -           | -           | 11     | 1      |
| Totale Club Africain | Totale Club Africain | Totale Club Africain | 51         | 3          |                 | 5               | 0               |                    | 5                  | 0                  |             | -           | -           | 61     | 3      |
| 2020-2021            | Quevilly-Rouen       | N                    | 30         | 4          |                 | -               | -               |                    | -                  | -                  |             | -           | -           | 30     | 4      |
| 2021-2022            | Quevilly-Rouen       | L2                   | 12         | 2          | CF              | 2               | 0               |                    | -                  | -                  |             | -           | -           | 14     | 2      |
| Totale Quevilly      | Totale Quevilly      | Totale Quevilly      | 42         | 6          |                 | 2               | 0               |                    | -                  | -                  |             | -           | -           | 44     | 6      |
| Totale carriera      | Totale carriera      | Totale carriera      | 104        | 12         |                 | 8               | 0               |                    | 5                  | 0                  |             | -           | -           | 117    | 12     |

## Palmarès

### Club

#### Competizioni nazionali
- Coupe de Tunisie: 2

Club Africain: 2016-2017, 2017-2018